# Tetsuji Hashiratani
Tetsuji Hashiratani (Kyoto, Japó, 15 de juliol de 1964) és un exfutbolista japonès.

## Selecció japonesa
Tetsuji Hashiratani va disputar 72 partits amb la selecció japonesa.